# Championnat d'Irlande de football 1944-1945
Navigation
Édition précédente Édition suivante
Le Championnat d'Irlande de football en 1944-1945. Le championnat est remporté par Cork United pour la quatrième fois en cinq ans.

## Les 8 clubs participants
- Bohemian Football Club
- Brideville Football Club
- Cork United Football Club
- Drumcondra Football Club
- Dundalk Football Club
- Limerick Football Club
- Shamrock Rovers Football Club
- Shelbourne Football Club

## Classement
| Rang | Équipe          | Pts | J  | G  | N | P | Bp | Bc | Diff |
| ---- | --------------- | --- | -- | -- | - | - | -- | -- | ---- |
| 1    | Cork United     | 22  | 14 | 11 | 0 | 3 | 59 | 24 | +35  |
| 2    | Limerick FC     | 17  | 14 | 7  | 3 | 4 | 38 | 25 | +13  |
| 3    | Shamrock Rovers | 17  | 14 | 6  | 5 | 3 | 20 | 20 | 0    |
| 4    | Drumcondra FC   | 15  | 14 | 5  | 5 | 3 | 32 | 32 | 0    |
| 5    | Shelbourne FC T | 13  | 14 | 5  | 3 | 6 | 21 | 21 | 0    |
| 6    | Dundalk FC      | 11  | 14 | 4  | 3 | 7 | 22 | 33 | -11  |
| 7    | Brideville FC   | 9   | 14 | 2  | 5 | 7 | 20 | 44 | -24  |
| 8    | Bohemian FC     | 8   | 14 | 2  | 4 | 8 | 17 | 30 | -13  |

| Légende : Qualifications et relégations | Légende : Qualifications et relégations |
| --------------------------------------- | --------------------------------------- |
|                                         | Champion d'Irlande                      |
|                                         | T : Tenant du titre P : Promu           |

## Source
- (en) Alex Graham, Football in the Republic of Ireland : a Statistical Record 1921–2005, Soccer Books Ltd, novembre 2005, 142 p. (ISBN 978-1862231351).